# جينا سميث
جينا سميث (بالإنجليزية: Gina Smith)‏ هي كاتِبة وصحفية أمريكية، ولدت في 1950 في دايتونا بيتش في الولايات المتحدة.

## وصلات خارجية
- الموقع الرسمي
- جينا سميث على موقع IMDb (الإنجليزية)